# Ernest Jelušić
Ernest Jelušić (Kastav, 24. listopada 1863. – Zagreb, 13. ožujka 1910.), hrvatski svećenik, preporoditelj, politički i kulturno-politički djelatnik.
Bio je matičin povjerenik i skupljač narodnoga blaga.
Školovao se u Kastvu, Rijeci i u Kopru. U Kopru je završio učiteljsku školu. Radio u Lipi i Pazinu. U Lipi je bio prvi učitelj u novootvorenoj pučkoj školi otvorenoj zaslugom uglednog lipajskog dobrotvora, uglednog liječnika Ivana Kalčića Barele.
U Pazinu je organizirao čitaonicu, pjevački zbor i tamburaški orkestar. Predsjedavao je hrvatsko-slovenskim učiteljskim društvom iz Pazina Narodnom prosvjetom i bio urednik glasila tog društva. Pisao je prigodne pjesme posvećene Istri i pojedinim osobama te programatske pjesem. Objavio ih je u hrvatskim preporodnim glasilima Narodnoj prosvjeti, Našoj slozi i dr. Poslije mirovine nadučitelj u Puli u Družbinoj školi. Bio je prvim ravnateljem dvorazredne škole u Puli u Šijani. Dužnost je obnašao od 1901. do smrti 1910. godine.
Sudjelovao je na prvom hrvatskom Istarskom taboru u Rubešima. Bio je aktivni član kastavske Čitalnice i Bratovšćine hrvatskih ljudi u Istri.

## Vanjske poveznice
- Župna crkva sv. Jelene, svećenici  Arhivirana inačica izvorne stranice od 23. veljače 2015. (Wayback Machine)